# Баян (Жамбылский район)
Баян (каз. Баян) — село в Жамбылском районе Северо-Казахстанской области Казахстана. Входит в состав Архангельского сельского округа. Код КАТО — 594633500.

## География
Расположено около озера Масаколь.

## История
До 2013 года село являлось административным центром упразднённого Баянаульского сельского округа.

## Население
В 1999 году население села составляло 983 человека (517 мужчин и 466 женщин). По данным переписи 2009 года в селе проживало 644 человека (337 мужчин и 307 женщин).